# Powiat Miyako (Okinawa)
Powiat Miyako (jap. 宮古郡 Miyako-gun) – powiat w Japonii, w prefekturze Okinawa. W 2024 roku liczył 1041 mieszkańców.

## Miejscowości
- Tarama